# Туз (Нарынская область)
Туз (кирг. Туз) — село в Кочкорском районе Нарынской области Кыргызстана. Входит в состав Чолпонского айылного аймака.

## География
Село расположено в северо-восточной части области, к югу от реки Кочкор, на расстоянии приблизительно 19 километров (по прямой) к западо-юго-западу от села Кочкорки, административного центра района.

## Население
Согласно оценочным данным Национального статистического комитета Кыргызской Республики, численность населения села на начало 2023 года составляла 1311 человек.
| год     | 2009 | 2014 | 2015 | 2020 | 2021 | 2023 |
| ------- | ---- | ---- | ---- | ---- | ---- | ---- |
| человек | 1424 | 1370 | 1386 | 1308 | 1367 | 1311 |